# Кенжисариев, Эмиль Ринатович
Эми́ль Рина́тович Кенжисари́ев (26 марта 1987, Фрунзе) — киргизско-казахстанский футболист, защитник и полузащитник. Выступал за сборную Кыргызстана.

## Карьера

### Клубная
В чемпионате Кыргызстана дебютировал в 2003 году в составе бишкекской «Олимпии». Перейдя в клуб «Абдыш-Ата» (Кант), был назван лучшим игроком страны 2004 года. В январе 2005 в составе нарынского «Дордой-Динамо» принимал участие в Кубке чемпионов Содружества-2005. На 7-м чемпионате Азии по мини-футболу, который проходил с 22 мая по 4 июня 2005 в Хошимине (Вьетнам), Эмиль со сборной Кыргызстана дошёл до полуфинала. Окончив в 2005 году среднюю школу в Бишкеке и переехав летом того же года в Алма-Ату, доиграл сезон за команду Первой лиги Казахстана «Цесна».
В 2006—2007 играл за клуб высшего казахстанского дивизиона «Астана», с которым стал чемпионом Казахстана в 2006 году (сыграл все 30 игр и забил два гола).
с 2008 по 2013 играл за «Актобе», с которым стал трижды чемпионом Казахстана (2008—2009 и 2013), выиграл Кубок Казахстана по футболу 2008 и два Суперкубка (2008 и 2010).
В 2009 году сменил киргизское гражданство на казахстанское. В январе 2012 года был на просмотре в клубе российской Премьер-Лиги «Ростов», но в итоге не подошёл команде. Подписал контракт с ташкентским «Бунёдкором». Но, сыграв всего 6 матчей, летом вновь вернулся в «Актобе».

### В сборной
В 2005 году провёл два матча в составе молодёжной сборной Кыргызстана, отметившись одним голом в воротах соперников.
Сыграл 3 товарищеских матча за сборную Кыргызстана. В интервью признался что хотел бы играть за сборную Казахстана. Но Эмиль не может играть, так как он заигран за другую сборную.
Участник чемпионата Азии по мини-футболу 2005 года.

## Травма
После победы в предварительном раунде Лиги Европы получил краткосрочный отпуск, который предполагал провести в Алматы и Кыргызстане.
В ночь с 10 на 11 августа 2013 года Кенжисариева обнаружили на перекрестке улиц Жамбыла и Абылайхана в Алматы без сознания. Футболист на скорой был доставлен в одну из больниц города, где впал в кому. Наличие денег и ценностей не позволяет говорить о разбое или ограблении. Через неделю по подозрению в избиении был задержан охранник одного из алматинских караоке-клубов.
На всех играх 23 тура чемпионата Казахстана были вывешены баннеры с пожеланием скорейшего выздоровления Эмилю.

## Тренерская деятельность
В октябре 2017 года на базе Футбольного Центра Федерации футбола Кыргызской республике Кенжисариев прошел курс и стал обладателем тренерской лицензии «D», которая дает право работать в качестве тренера в детско-юношеских командах.

## Достижения

### Командные
- Чемпион Казахстана (4): 2006, 2008, 2009, 2013
- Обладатель Кубка Казахстана: 2008
- Обладатель Суперкубка Казахстана (2): 2008, 2010

### Личные
- Лучший футболист Кыргызстана (1): 2004
- Лучший бомбардир Кубка Содружества (1): 2010 (6 голов)
- В списке 33 лучших футболистов казахстанской Премьер-Лиги (1): 2011[12]